# جون بروف (لاعب كرة قدم)
جون بروف (بالإنجليزية: John Brough)‏ هو لاعب كرة قدم بريطاني، ولد في 8 يناير 1973 في Ilkeston ‏ في المملكة المتحدة. لعب مع شروزبري تاون ونادي ألدرشوت تاون ونادي تلفورد يونايتد ونادي هيرفورد ونوتس كاونتي ونيوبورت كونتي.